# Agata Trzebuchowska
Agata Trzebuchowska (Varsovia, Polonia, 12 de abril de 1992) es una actriz de cine polaca. Es principalmente conocida por interpretar a la protagonista de la película de 2013 Ida, con la cual debutó en la gran pantalla. Por dicha película fue nominada en varios festivales y premios de la industria cinematográfica.

## Biografía
El director de Ida, Paweł Pawlikowski, estaba teniendo problemas para encontrar una actriz que interpretase a su personaje principal, por lo que pidió ayuda a la comunidad cinematográfica de Varsovia en la búsqueda de un nuevo talento. Trzebuchowska fue descubierta por un amigo de Pawlikowski sentado en una cafetería leyendo un libro. Trzebuchowska no tenía experiencia en la interpretación ni planeaba dedicarse a ello, pero accedió a reunirse con Pawlikowski porque era una admiradora de su película de 2004 My Summer of Love.